# 阿尔莱
阿尔莱（法語：Arlay，法語發音：[aʁlɛ]）是法国汝拉省的一个市镇，位于该省西部，属于隆斯勒索涅区。该市镇于2016年由原阿尔莱与市镇圣日耳曼莱萨尔莱合并而成。

## 地理
阿尔莱（46°45'41"N, 5°31'44"E）面积20.19 平方千米，位于法国勃艮第-弗朗什-孔泰大區汝拉省，该省份为法国东部内陆省份，北起上索恩省，西北接科多尔省，西临索恩-卢瓦尔省，南至安省，东与杜省和瑞士接壤。
与阿尔莱接壤的市镇（或旧市镇、城区）包括：隆巴尔、芒特里、栋布朗、普莱努瓦索、塞耶河畔吕费、坎蒂尼、莱图瓦勒、勒卡诺。
阿尔莱的时区为UTC+01:00、UTC+02:00（夏令时）。

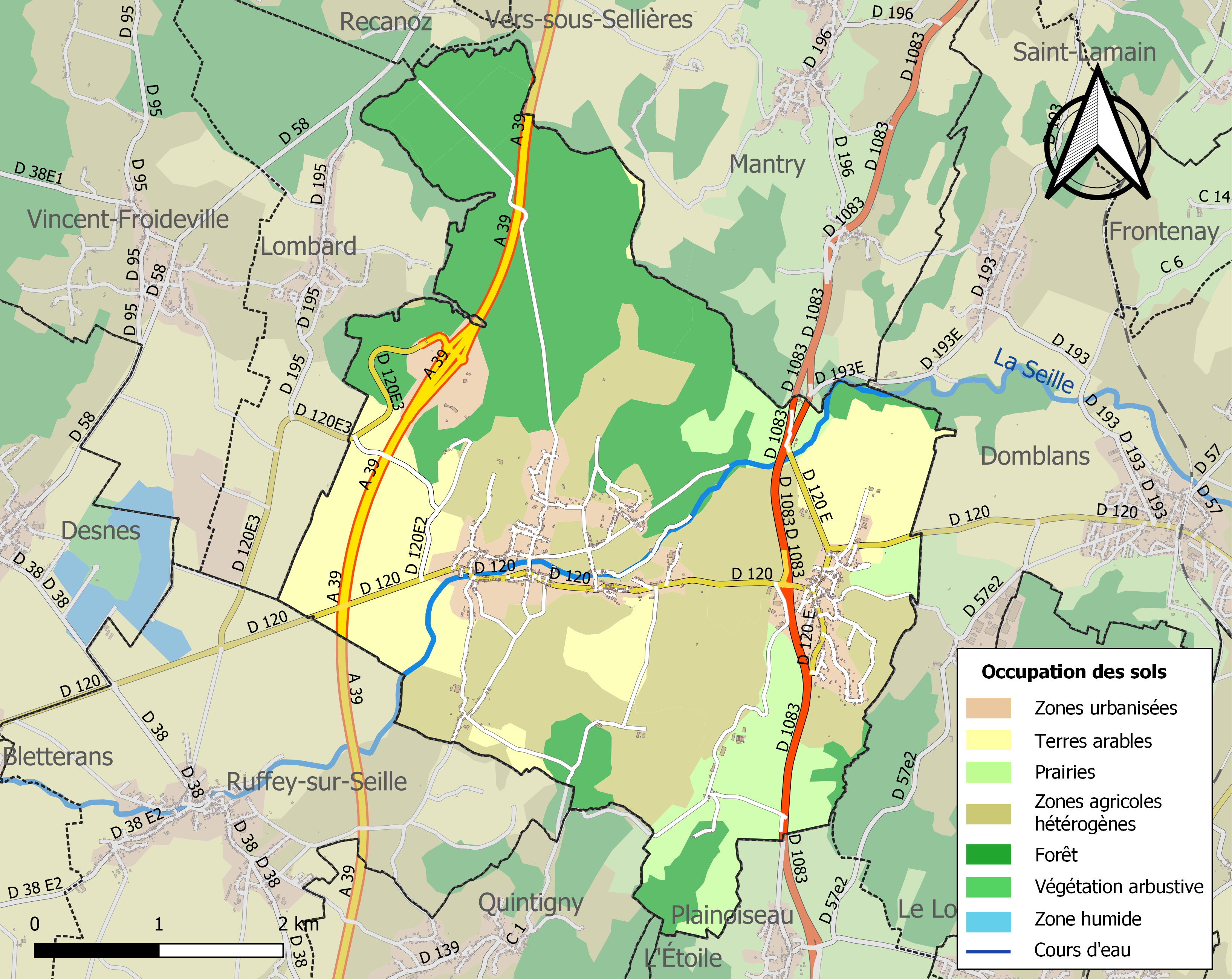
阿尔莱的OSM定位图

## 行政
阿尔莱的邮政编码为，INSEE市镇编码为39017。

## 政治
阿尔莱所属的省级选区为布莱特朗县。

## 人口

1962-2008年间阿尔莱人口变化图示

阿尔莱于2022年1月1日时的人口数量为1184人。